# Orléans Loiret Basket
 (septembre 2021).
Si vous disposez d'ouvrages ou d'articles de référence ou si vous connaissez des sites web de qualité traitant du thème abordé ici, merci de compléter l'article en donnant les références utiles à sa vérifiabilité et en les liant à la section « Notes et références ».
Actualités
| \| Orléans \| Le club est basé à Orléans. |
| Orléans                                   |

Orléans Loiret Basket, anciennement connu sous le nom d'Entente Orléanaise Loiret, est un club français de basket-ball, basé à Orléans dans le département du Loiret, et évoluant en deuxième division.
Le club est issu de la réunion des clubs de trois villes, Orléans, Fleury-les-Aubrais et Saint-Jean-de-Braye, appartenant toutes à Orléans Métropole.
Il remporte sa première compétition majeure, la Coupe de France, le 16 mai 2010.

## Historique

### Origines et accession à l'élite (1993-2006)
L'Entente orléanaise voit le jour lors de l'été 1993, avec le rapprochement du CJF Fleury-Les-Aubrais qui vient juste de devenir champion de France de Nationale 3 et de l'ABC Saint-Jean-de-Braye alors en Nationale 2 et relégable en fin de saison.
Le club évolue en Nationale 2 lors de sa saison inaugurale. Les matchs se disputent alors à la halle des sports de Saint-Jean-de-Braye, dans une salle comble à chaque match. On y voit déjà de très beaux chocs notamment contre Saint-Quentin.
Longtemps réfractaire, Orléans se joint à la structure au printemps 1997. Le club déménage donc, et vient prendre ses quartiers dans un palais des sports d'Orléans fraîchement rénové, qui va pouvoir accueillir un public plus nombreux.
Le club devient champion de France de Nationale 2 en 1999.
L'équipe connaît une nouvelle montée en 2002, en terminant deuxième de Nationale 1, et accède cette fois-ci à l'étage professionnel, la Pro B.
Repêchée sur « tapis vert » lors de ses deux premiers exercices en Pro B (2002-2003 et 2003-2004), l'Entente termine à la porte des playoffs lors de sa troisième saison en 2004-2005, manquant la post-saison à la différence de points particulière. Cette saison marque également le départ de Philippe Pezet, le dernier joueur issu de la toute première équipe de l'Entente orléanaise.
Lors de la saison 2005-2006, avec le titre de Champion de France Pro B, l'accession en Pro A accompagne la qualification en finale de la Coupe de France face à Dijon, perdue 66 à 58, après avoir éliminé successivement Cholet et Hyères Toulon, deux clubs de Pro A. L'EO termine avec la meilleure affluence de Pro B.

### Passage en première division (2006-2017)

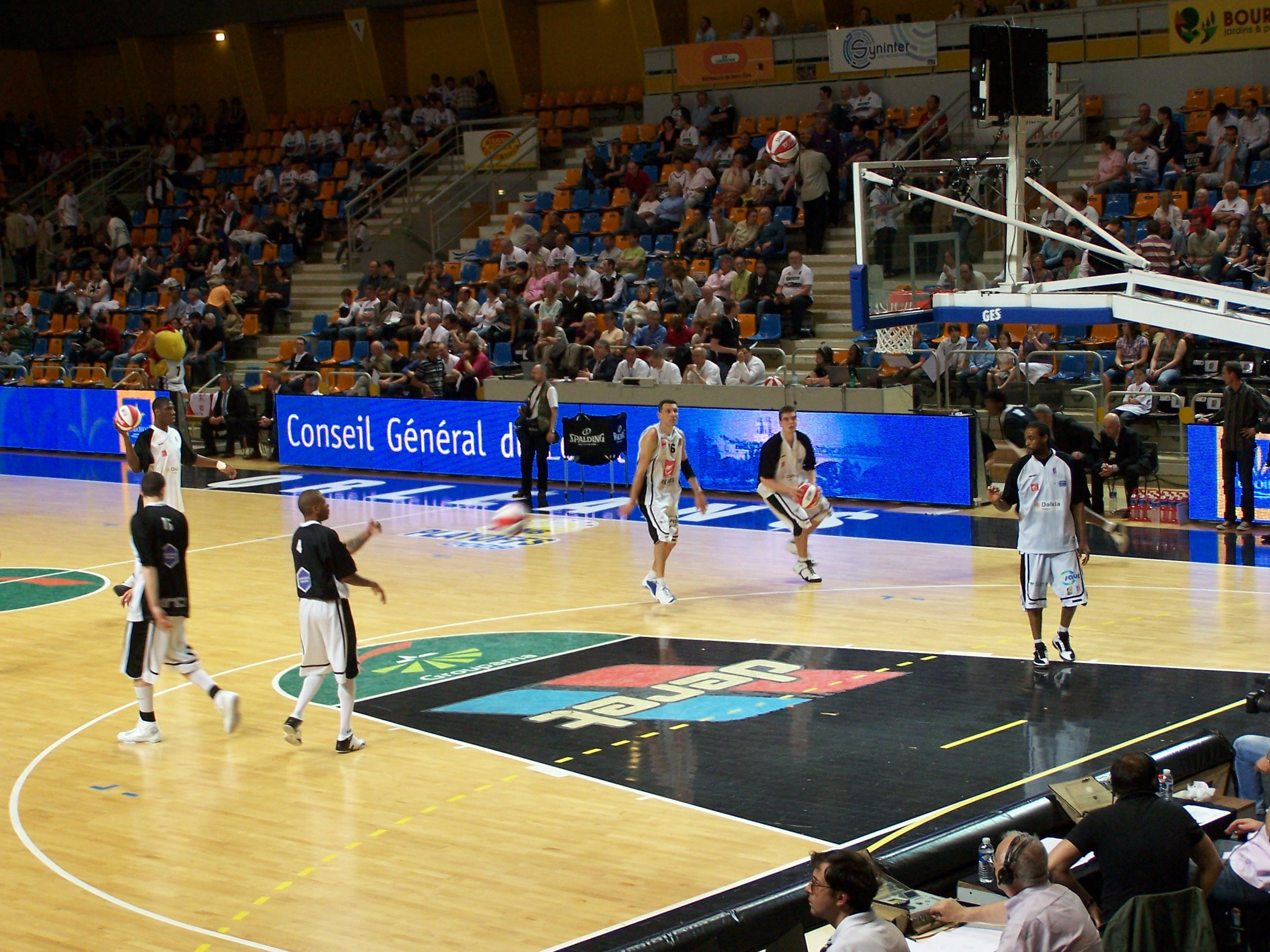
Les joueurs de l'Entente à l'échauffement dans le palais des sports d'Orléans, le 23 mai 2009.

#### Découverte de la Pro A
En 2006-2007, une nouvelle ère commence en Pro A avec l'organisation de plusieurs matchs au Zénith, dont le premier remporté face au champion de France en titre (Le Mans).
La saison 2008-2009 est la plus belle saison réalisée par le club dans son histoire. Seulement deux ans après sa montée dans l’élite du basket français, l’Entente Orléanaise Loiret se donne les moyens et opère un recrutement audacieux. En effet, six arrivées notables sont enregistrées : Laurent Sciarra, icône du basket français grâce à son talent et son palmarès, Cedrick Banks, l’artificier du Maccabi Tel-Aviv et ancien Nancéien, Brian Greene, désigné successeur de Ben Dewar, Ryvon Covile, robuste pivot venu du championnat d’Espagne, Adrien Moerman, meilleur espoir de Pro B 2008 et Tony Dobbins, défenseur réputé en provenance de Cholet.
Les protégés de Philippe Hervé participent à deux finales, celle de la semaine des As et celle du championnat après les play-offs, toutes deux perdues. Mais cela ne gâche pas l’excellente saison réalisée par l'équipe qui finit ainsi vice-championne de France derrière l’ASVEL, perdant la finale à Bercy face à cette même équipe sur le score de 55 à 41.

#### Euroleague
Ces résultats permettent à l’équipe de décrocher son billet pour le tour préliminaire de l'Euroligue, la coupe d’Europe la plus prestigieuse. L’Entente remporte ses deux confrontations sur matches aller-retour contre les Belges de Charleroi et les Italiens de Trévise. Cependant, durant la phase régulière de l'Euroligue, l'équipe ne peut rivaliser avec les meilleures formations européennes et est éliminée dès le premier tour, finissant dernière du groupe B, malgré deux victoires face à des adversaires de renom, le Partizan Belgrade et Malaga.

#### Coupe de France
Lors de la saison 2009-2010, Orléans réalise un beau parcours en coupe de France, éliminant notamment Hyères Toulon, Poitiers et le Limoges CSP. Le 16 mai, l'Entente orléanaise Loiret gagne la coupe de France contre le BCM Gravelines Dunkerque, sur le score de 73 à 69. C'est la première fois qu'un club orléanais, tous sports collectifs confondus, s'impose dans une compétition nationale.

#### Changement de nom
Depuis avril 2010, la ville de Saint-Jean-de-Braye ne subventionne plus l'Entente et celle de Fleury-les-Aubrais revoit sa participation financière à la baisse. À partir de septembre 2010, l'équipe prend donc le nom d'Orléans Loiret Basket, du nom des deux principaux financeurs publics : la ville d'Orléans et le conseil général du Loiret.
À l'issue de la saison 2016-2017, Orléans est relégué en deuxième division.

## Image et identité

### Logos

Entente Orléanaise Loiret (jusqu'en septembre 2010)
Orléans Loiret Basket (septembre 2010 - juillet 2014)
Orléans Loiret Basket (juillet 2014 - juin 2025)

### Mascottes
La mascotte historique du club a été Cocky (représentant un coq) pendant de nombreuses années. À partir de 2018 une nouvelle mascotte représentant un chien prend le relais, OLBY. Les deux mascottes portent le numéro 45.

## Salle et supporters

### Groupes de supporters

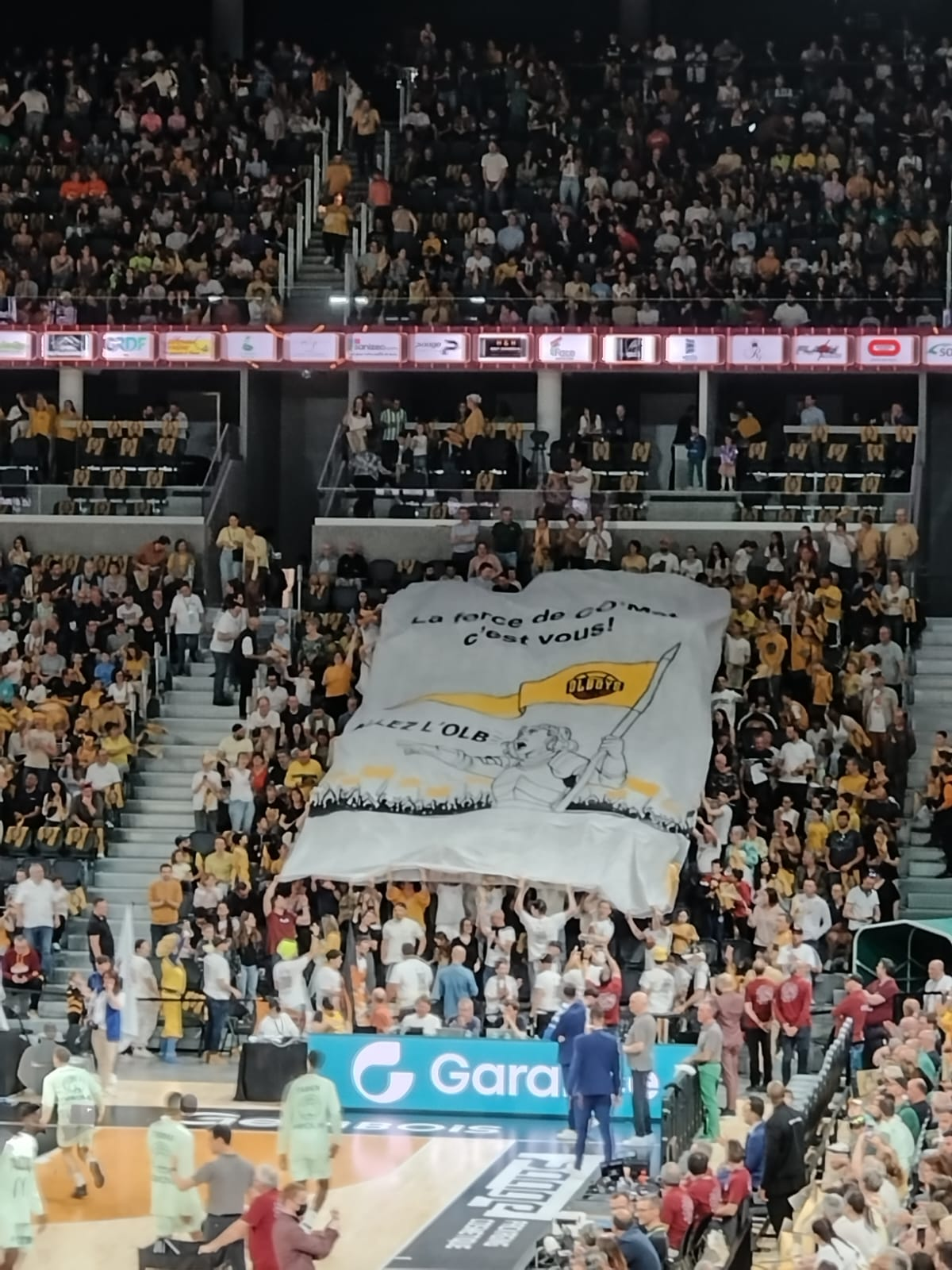
Tifo des OLBoys à l'effigie de la ville d'Orléans lors du match contre Blois, le 5 avril 2025.

Le principal groupe de supporters se nomme les Magic-Sup, et un second groupe s'est créé fin 2024, les OLBoys.

### Palais des sports d'Orléans et Zénith d'Orléans
L'OLB a disputé jusqu'au premier trimestre 2023 ses matchs au palais des sports d'Orléans qui dispose de 3 222 places (dernier match le 11 mars 2023 contre le Boulazac Basket Dordogne, gagné 74-67 par les orléanais). Lors de la phase aller de sa dernière saison dans cette salle, l'OLB a joué en moyenne devant 2 268 spectateurs.
Des matchs d'Euroligue et quelques matchs de championnat se sont déroulés au Zénith d'Orléans (5 500 places environ).
La plus grosse affluence pour un match de Pro A de l'Entente Orléanaise à Orléans date du 26 janvier 2007, avec 5 538 personnes au Zénith d'Orléans.

### Projets Arena et CO'Met Arena
Depuis 2009, le maire d'Orléans Serge Grouard porte le projet contesté d'une nouvelle salle (L'Aréna) de 10 000 places située sur le site de l'ancienne usine Famar. Le coût de cette salle est estimé à plus de 100 millions d'euros.
Le dossier de l'Arena orléanaise, une grande salle de 10 000 places pour 2014-2015, devait être examiné au ministère des Sports, pour une réponse sur la participation financière de l'État. Le projet, d'un montant de 103 M€, est celui d'une vaste salle de sport et de spectacles, implantée sur le site de l'ancienne usine Famar. Le maire d'Orléans Serge Grouard a annoncé qu'il ne réaliserait pas la structure en deçà d'une participation de 20 M€ de l'État. La Région, quant à elle, serait prête à apporter 12 M€, et le Conseil général du Loiret entre 7,5 et 10 M€.
Le projet Arena, porté par Serge Grouard et contesté pour son coût, a été abandonné,,,. Il a été remplacé par le projet CO'Met, d'un coût dépassant les 100 millions d'euros.
Le projet Arena est converti en projet, tout aussi ambitieux, de CO'Met, sur le site de l'ancien parc des expositions. Le CO'Met comprendra une salle de sport spécialement créée pour l'équipe d'Orléans Loiret Basket et pouvant accueillir 10 000 spectateurs, un palais des congrès et un parc des expositions.

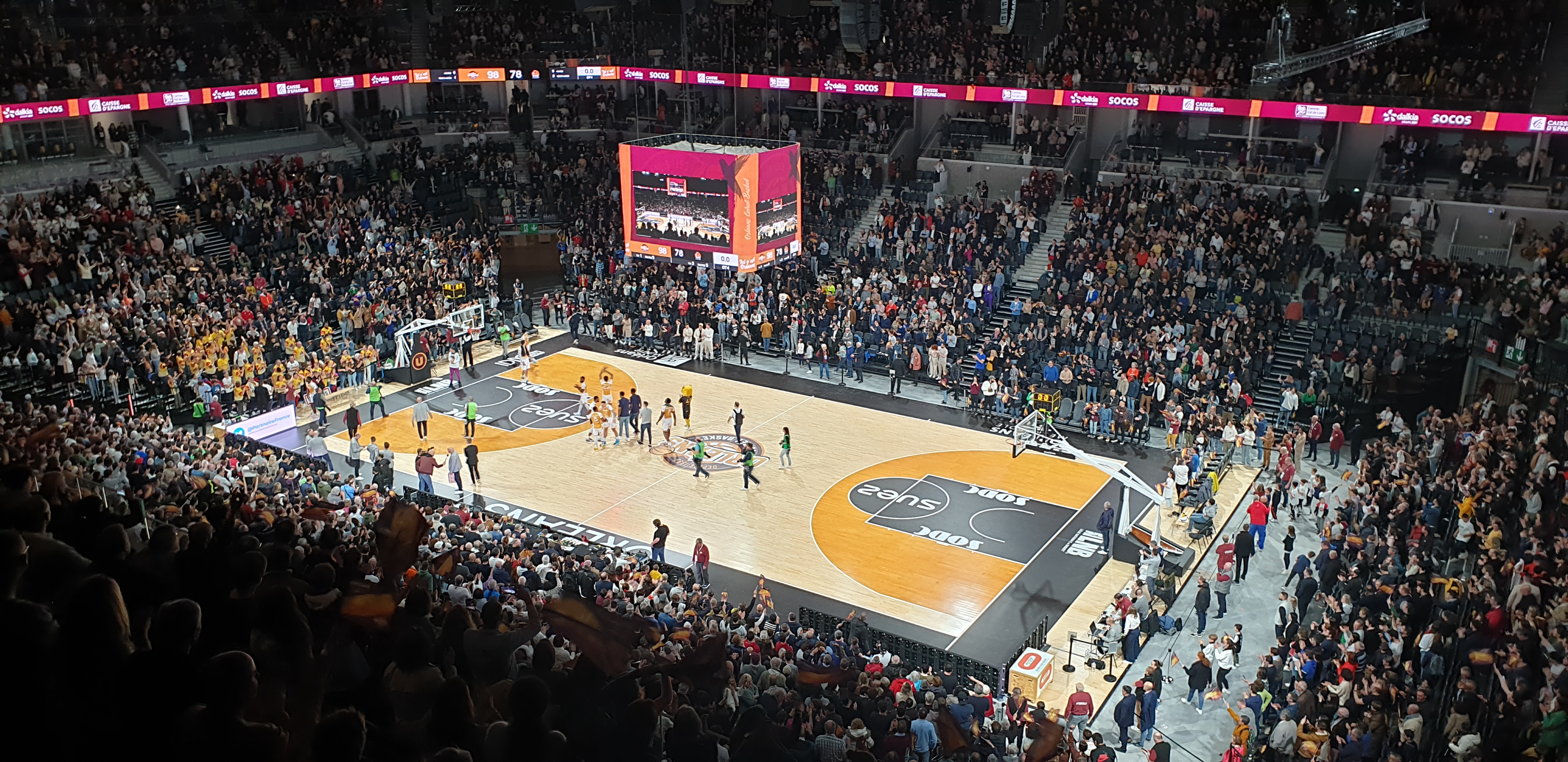
L'OLB jouant son premier match à la CO'Met Arena contre Angers, le 1 avril 2023.

Le 24 janvier 2023, le président Olivier Rouet annonce que le club va jouer son premier match à la CO'Met Arena le 1er avril 2023 face à l'Étoile Angers Basket. Un double record est battu pour l'occasion. Le record de la plus grosse affluence pour un match de Pro B (9 503 spectateurs - le précédent record était détenu par le CSP Limoges, 6 016 spectateurs contre le Boulazac Basket Dordogne, en 2012, au Palais des Sports de Beaublanc) et le record de la plus grosse affluence réalisée par un club français dans une enceinte où il est officiellement résident. L'Orléans Loiret Basket a pour l'occasion battu l'Etoile Angers Basket 98 à 78,.
L’effet CO’Met se fait ressentir également sur la boutique du club et la vente de maillots. Pour le début de saison 2023-2024, en seulement quatre mois, l’OLB a vendu l’équivalent de la saison passée en maillots et merchandising.

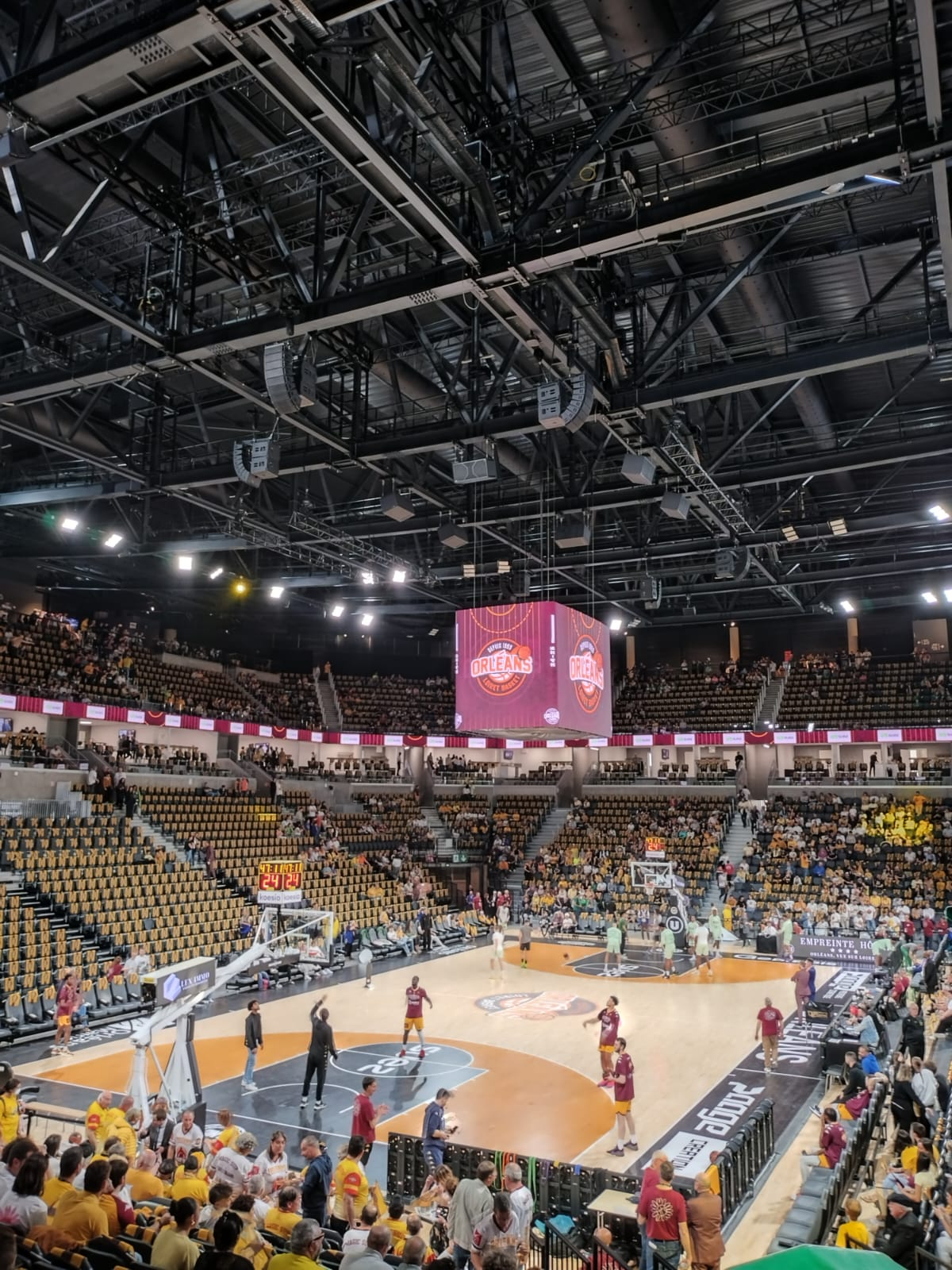
Avant-match à la CO'Met Arena lors du match contre Blois, le 5 avril 2025.

Deux ans plus tard, à l'occasion du derby contre l'ADA Blois Basket le 5 avril 2025, le record d'affluence de la CO'Met Arena et le record historique de Pro B a été battu. Un total de 10 134 spectateurs ont assisté à la défaite de l'Orléans Loiret Basket sur le score de 64-66. Le record d’affluence historique pour la moyenne de spectateurs annuelle Betclic Elite et Pro B confondu a été battu lors de la saison 2024-2025, avec 7 041 spectateurs.
À cette date, la salle de l'Orléans Loiret Basket est la plus grande salle omnisports de France ayant pour résident un club de basket - la plus grande salle de basket permanente de France.

## Effectif actuel (2025-2026)

### Professionnels
| Joueurs prêtés pour la saison 2025-2026                                            |    |      |     |                   |           |              |  |
| \| N° \| P. \| Nat. \| Nom \| Date de naissance \| Sélection \| Club en prêt \| \| |    |      |     |                   |           |              |  |
| N°                                                                                 | P. | Nat. | Nom | Date de naissance | Sélection | Club en prêt |  |

| N° | P. | Nat. | Nom | Date de naissance | Sélection | Club en prêt |  |

## Palmarès
| Compétitions nationales | Compétitions internationales                                |
| - Championnat de France de Pro A (0) : - Vice-champion : 2009 - Championnat de France de Pro B (1) : - Champion : 2006 - Championnat de France de Nationale 1 (0) : - Vice-champion : 2002 - Championnat de France de Nationale 2 (1) : - Champion : 1999 - Coupe de France (1) : - Vainqueur : 2010 - Finaliste : 2006 - Semaine des As / Leaders Cup (0) : - Finaliste : 2009 et 2010 - Leaders Cup de Pro B (1) : - Finaliste : 2018 - Vainqueur : 2025 - Playoffs d'accession Pro B (1) - Vainqueur : 2019 | Néant                                                       |
| - Championnat de France de Pro A (0) : - Vice-champion : 2009 - Championnat de France de Pro B (1) : - Champion : 2006 - Championnat de France de Nationale 1 (0) : - Vice-champion : 2002 - Championnat de France de Nationale 2 (1) : - Champion : 1999 - Coupe de France (1) : - Vainqueur : 2010 - Finaliste : 2006 - Semaine des As / Leaders Cup (0) : - Finaliste : 2009 et 2010 - Leaders Cup de Pro B (1) : - Finaliste : 2018 - Vainqueur : 2025 - Playoffs d'accession Pro B (1) - Vainqueur : 2019 | Compétitions de jeunes                                      |
| - Championnat de France de Pro A (0) : - Vice-champion : 2009 - Championnat de France de Pro B (1) : - Champion : 2006 - Championnat de France de Nationale 1 (0) : - Vice-champion : 2002 - Championnat de France de Nationale 2 (1) : - Champion : 1999 - Coupe de France (1) : - Vainqueur : 2010 - Finaliste : 2006 - Semaine des As / Leaders Cup (0) : - Finaliste : 2009 et 2010 - Leaders Cup de Pro B (1) : - Finaliste : 2018 - Vainqueur : 2025 - Playoffs d'accession Pro B (1) - Vainqueur : 2019 | Championnat de France Espoirs Pro B (1) : - Champion : 2024 |

## Les faits marquants
- 1992 - 1993 : le CJF Fleury-les-Aubrais est sacré champion de France de Nationale 3, avec accession en Nationale 2.
- 1998 - 1999 : titre champion de France de Nationale 2, avec accession en Nationale 1.
- 2001 - 2002 : termine deuxième de Nationale 1 derrière Clermont-Ferrand et accède à l'échelon professionnel (Pro B),
- 2002 - 2003 : finit 15e de Pro B et reléguée sportivement, elle conserve sa place à ce niveau à la suite du passage de la Pro A de 16 à 18 clubs.
- 2003 - 2004 : termine 16e de Pro B, et comme lors de la saison précédente l'Entente sauve sa place dans le secteur professionnel en dehors des parquets, cette fois-ci à la suite du passage de la Pro B de 16 à 18 clubs. Meilleure affluence de Pro B.
- 2004 - 2005 : meilleure affluence Pro B pour la seconde fois consécutive.
- 2005 - 2006 : champion de France de Pro B, le club accède à l'élite du basket français pour la première fois. Il perd en finale de la Coupe de France contre Dijon.
- 2006 - 2007 : se qualifie pour la Semaine des As pour sa première saison de Pro A.
- 2008 - 2009 : joue sa première finale de la Semaine des As et finit deuxième derrière Le Mans ; s'incline lors de sa première finale des play-offs du championnat de France de Pro A contre l'ASVEL Lyon-Villeurbanne au palais omnisports de Paris-Bercy.
- 2009 - 2010 : vainqueur de la coupe de France contre Gravelines-Dunkerque, finaliste de la Semaine des As contre Le Mans.
- 2016 - 2017 : termine 17e de Pro A et relégué sportivement en Pro B,
- 2017 - 2018 : se qualifie pour la finale de la Leaders Cup Pro B, mais s'incline face à l'AS Denain Voltaire[26].
- 2018 - 2019 : termine 2e de Pro B, se qualifie pour les play-offs qu'il remporte face au Rouen Métropole Basket et accède en première division.
- 2020 - 2021 : termine 8e du championnat de première division et se qualifie pour les play-offs, éliminé en quart de finale par la JDA Dijon.
- 2021 - 2022 : termine 17e de première division et relégué sportivement en Pro B.
- 2024 - 2025 : remporte la Leaders Cup Pro B face à Boulazac Basket Dordogne.

## Bilan par saison
| Saison          | Journées | Matches | Classement final | Playoffs      | Participation européenne | Équipe |
| 2004-2005 Pro B | 32       | 14V-15D | 9e               | -             | -                        | |
| 2005-2006 Pro B | 34       | 21V-13D | 2e               | Champion      | -                        | Encadrement : Philippe Hervé (entraîneur)                                                                                     |
| 2006-2007 Pro A | 34       | 18V-16D | 11e              | -             | -                        | Encadrement : Philippe Hervé (entraîneur)                                                                                     |
| 2007-2008 Pro A | 30       | 12V-18D | 13e              | -             | -                        | Encadrement : Philippe Hervé (entraîneur)                                                                                     |
| 2008-2009 Pro A | 30       | 21V-9D  | 2e               | 2e            | -                        | Encadrement : Philippe Hervé (entraîneur)                                                                                     |
| 2009-2010 Pro A | 30       | 18V-12D | 6e               | 1/4 de finale | Euroligue (1er tour)     | Encadrement : Philippe Hervé (entraîneur)                                                                                     |
| 2010-2011 Pro A | 30       | 12V-18D | 11e              | -             | EuroChallenge (1er tour) | Encadrement : Philippe Hervé (entraîneur)                                                                                     |
| 2011-2012 Pro A | 30       | 21V-9D  | 3e               | 1/2 de finale | -                        | Encadrement : Philippe Hervé (entraîneur)                                                                                     |
| 2012-2013 Pro A | 30       | 15V-15D | 9e               | -             | Eurocup (1er tour)       | Encadrement : Philippe Hervé (entraîneur)                                                                                     |
| 2013-2014 Pro A | 30       | 16V-14D | 9e               | -             | -                        | Encadrement : Philippe Hervé (entraîneur)                                                                                     |
| 2014-2015 Pro A | 34       | 10V-24D | 16e              | -             | -                        | Encadrement : François Peronnet (entraîneur jusqu'en février 2015), puis Pierre Vincent (entraîneur à partir de février 2015) |
| 2015-2016 Pro A | 34       | 17V-17D | 11e              | -             | -                        | Encadrement : Pierre Vincent (entraîneur)                                                                                     |
| 2016-2017 Pro A | 34       | 9V-25D  | 17e              | -             | -                        | Encadrement : Pierre Vincent (entraîneur jusqu'en janvier 2017)puis Thomas Drouot (entraîneur à partir de janvier 2017)       |
| 2017-2018 Pro B | 34       | 25V-9D  | 3e               | 1/4 de finale | -                        | Encadrement : Germain Castano (entraîneur) Thomas Drouot (assistant)                                                          |
| 2018-2019 Pro B | 34       | 25V-9D  | 2e               | Vainqueur     | -                        | Encadrement : Germain Castano (entraîneur) Thomas Drouot (assistant)                                                          |
| 2019-2020 Pro A | 25       | 10V-15D | 13e              |               | -                        | Encadrement : Germain Castano (entraîneur) Thomas Drouot (assistant)                                                          |
| 2020-2021 Pro A | 34       | 19V-15D | 8e               | 1/4 de finale | -                        | Encadrement : Germain Castano (entraîneur) Thomas Drouot (assistant)                                                          |
| 2021-2022 Pro A | 34       | 12V-22D | 17e              |               | -                        | Encadrement : Germain Castano (entraîneur) Thomas Drouot (assistant)                                                          |
| 2022-2023 Pro B | 34       | 18V-16D | 7e               | 1/2 finale    | -                        | Encadrement : Germain Castano (entraîneur) Emmanuel Coeuret (assistant)                                                       |
| 2023-2024 Pro B | 34       | 20V-14D | 4e               | 1/4 finale    | -                        | Encadrement : Germain Castano (entraîneur) Emmanuel Coeuret (assistant)                                                       |
| 2024-2025 Pro B | 38       | 25V-13D | 3e               | 1/2 finale    | -                        | Encadrement : Lamine Kébé (entraîneur) Pierre Tillay et Steeve Bourgeois (assistants)                                         |

## Saison par saison

### Saison 2005-2006
- Le club évolue en Pro B pour la quatrième saison de suite.
- Entraîneur : Philippe Hervé, Assistant : David Legris
- Joueurs : Ahmed Fellah, Zaïnoul Bah, Bruno Hamm, Johan Blot, Laurent Bernard, Daniel Oyono, Wilfried Aka, Mo Kante, Ben Dewar, David Da Silva, Christophe Humbert, William McFarrlan, John Petterson.
- En saison régulière, l'Entente se classe second du championnat.
- Le club échoue en finale de la Coupe de France contre Dijon, perdant 66 à 58.
- Vainqueur des play-offs de Pro B, l'Entente est promu en Pro A pour la saison 2006-2007.

### Saison 2006-2007
- L'Entente évolue en Pro A pour la première fois de son histoire.
- Entraîneur : Philippe Hervé, Assistant : Jean-Christophe Prat
- Joueurs : Ahmed Fellah, Johan Blot, Jermaine Boyette, Wilfried Aka, Ben Dewar, Terence Dials, Zeb Cope, Pierric Poupet, Gilles Chigard, Laurent Bernard, Cristophe Humbert.
- Participation à la Semaine des As où le club échoue en quart de finale contre le SLUC Nancy, club organisateur et favori.
- Le meneur de l'Entente, Ahmed Fellah, est sélectionné dans le 5 majeur français du All-Star Game, et le pivot Terence Dials dans l'équipe étrangère.
- Terence Dials est élu MVP du mois de novembre.
- Le club se classe 12e (8e ex-aequo) au terme de la saison régulière et se maintient donc avec brio.

### Saison 2007-2008
- Le club du Loiret termine la saison à la 13e place, à une victoire seulement des play-offs.

### Saison 2008-2009
- Entraineur : Philippe Hervé
- Assistants : Jean-Christophe Prat et François Peronnet
- Joueurs : Anthony Dobbins, Brian Greene, Terence Dials, Aldo Curti, Adrien Moerman, Cedrick Banks, Laurent Sciarra, Frédéric Adjiwanou, Ryvon Covile.
- Finaliste de la saison avec un match perdu à Bercy contre l'Asvel, après avoir fini 2e de la saison régulière.

### Saison 2009-2010
- L'Entente dispute l'Euroleague, la meilleure compétition européenne pour la seule et unique fois de son histoire[27].
- L'entraîneur Philippe Hervé prolonge son contrat.
- Laurent Sciarra quitte le club Orléanais[28].
- Joueurs : Anthony Dobbins, Ludovic Vaty, Maël Lebrun, Aldo Curti, Adrien Moerman, Cedrick Banks, Laurent Sciarra, Ryvon Covile, Justin Doellman, Austin Nichols.
- Le club remporte contre le BCM Gravelines-Dunkerque la Coupe de France à Bercy, de nombreux supporters orléanais ont fait le déplacement.
- La saison se termine avec une 6e place, et un quart de finale de play-offs perdu contre la Chorale de Roanne.

### Saison 2010-2011
- L'OLB évolue en Pro A et en EuroChallenge, la troisième compétition européenne.
- Arrivées de James Richard Reynolds, d'Amara Sy, de Troy Bell, de Jamar Smith et de Zach Moss entre autres à l'intersaison. Deux joueurs ne satisfaisant pas le coach sont replacés en cours de saison : Tajuan Porter à la place de Bell et Eric Campbell à la place de Moss. À trois matchs de la fin du championnat de Pro A, l'OLB recrute LaQuan Prowell comme pigiste médical pour pallier la blessure du capitaine Amara Sy.
- En début de saison, le club change de nom : « Entente Orléanaise Loiret » devient « Orléans Loiret Basket » (surnommée OLB) à la suite d'une moindre participation financière des villes de Fleury-les-Aubrais et de Saint-Jean-de-Braye. Le Conseil général du Loiret continue de contribuer au financement du club. L'OLB a alors le 3e budget de Pro A.
- L'OLB termine 10e de la saison.

### Saison 2011-2012
- Arrivées de Georgi Joseph, David Monds et Yohann Sangaré[29]. Marc-Antoine Pellin s'engage pour Orléans Loiret Basket. Brian Greene (basket-ball) signe également.

- Départs d'Aldo Curti, Ludovic Vaty et Adrien Moerman[29].
- Le club réalise une belle saison en finissant à la 3e place, perdant en demi-finale des play-offs contre l'Élan Chalon.

### Saison 2012-2013
- L'OLB évolue en Pro A et en Eurocoupe, la deuxième compétition européenne.
- Arrivées de Antoine Eito, Fernando Raposo, Bambale Osby, Jahmar Young, Dwayne Broyles et Caleb Green. Arrivées en tant que pigistes médicaux de Ryan Ayers, Chris Hill, Drew Viney, Torrell Martin, Brandon Hunter, Terence Dials et du jeune Darius Adams.
- Départs de Maleye N'Doye qui signe à Paris Levallois, Georgi Joseph et Amara Sy rejoignent l'ASVEL. Yohann Sangaré va à Roanne. David Monds retrouve Bourg en Bresse
- 10e place au classement de la saison régulière.

### Saison 2013-2014
- Arrivées de David Noel, Abdoulaye Loum, Kyle McAlarney, Aldo Curti
- Départs de Antoine Eito (Le Mans), Bryan Pamba (Evreux)
- Restent au club Brian Greene, Chris Hill, Terence Dials
- 10e place au classement.

### Saison 2014-2015
- Février 2015 : après 9 défaites sur les 10 dernières rencontres, François Peronnet (nommé le 24 mars 2014) est remplacé au poste d'entraîneur par Pierre Vincent[30].
- Mai 2015 : 
  - Le club obtient le maintien en Pro A, et termine 16e sur 18.
  - À la suite de l'obtention du maintien, le président Christophe Dupont démissionne de ses fonctions après six ans passés à la tête du club[31] en Pro A.
  - La semaine suivante, Laurent Lhomme est nommé président[32] (du directoire) de l'OLB.
  - Dans la foulée, Pierre Vincent est reconduit pour trois ans[32]  au poste d'entraîneur, après son arrivée 3 mois auparavant à ce poste.

### Saison 2015-2016
- Le club se hisse à la 11e position du classement de la saison régulière.

### Saison 2016-2017
- Décembre 2016 : Après les fêtes de fin d'année 2016, Pierre Vincent est limogé par la direction de l'OLB et remplacé par son adjoint, Thomas Drouot, ancien entraineur du Saint Thomas Basket Le Havre après 4 victoires et 11 défaites à la suite de son délicat début de championnat[33].
- Avril 2017 : avant le match de son équipe contre le Champagne Châlons Reims Basket également à la lutte pour le maintien en Pro A, Laurent Lhomme, président du directoire de l'OLB, annonce qu'il démissionnera de son poste de président à la fin de la saison.
- Après différentes querelles internes et externes, l'Orléans Loiret Basket termine la saison 2016-2017 à la 17e position sur 18 du championnat avec 9 victoires et 25 défaites. Ce qui signifie pour la saison suivante un retour en Pro B, 11 ans après avoir quitté ce championnat.

### Saison 2017-2018
- L'OLB dispute la finale de la Leaders Cup Pro B, mais perd face à l'AS Denain Voltaire. Après une 3e place au classement, l'aventure en play-offs s'arrête aux quarts de finale, perdant face à Rouen Métropole Basket.

### Saison 2018-2019
- Au terme d'une magnifique saison, l'OLB termine 2e de Pro B et remporte les play-offs en prenant sa revanche de la saison passée face au Rouen Métropole Basket, ce qui lui donne accès à la première division.

### Saison 2019-2020
- Le contrat est rempli pour l'équipe du Loiret qui obtient son maintien en première division française, se classant à la 13e position. La saison est écourtée et se termine à la 25e journée au 10 mars 2020, dû à l'arrêt des compétitions sportives suite au Covid-19.

### Saison 2020-2021
- Orléans Loiret Basket fait une très belle année en occupant la 8e place du championnat et en jouant les play-offs contre la JDA Dijon Basket au premier tour. Défait au premier tour, le club est cependant satisfait de la saison avec un bilan de 19 victoires et 15 défaites.
- Le meneur de jeu Paris Lee, qui finit meilleur passeur du championnat, part pour Monaco. Chima Moneke part en Espagne pour le club du Bàsquet Manresa. Le pivot américain Luke Fischer quitte le Loiret pour rejoindre Nanterre 92. Gary Florimont part à Metz en National 2[34].

### Saison 2021-2022
- Concernant l'effectif, notons la prolongation de Malela Mutuale pour une cinquième saison de suite. LaMonte Ulmer prolonge à l'OLB pour une deuxième saison. Jean-Philippe Dally revient dans sa ville d'origine et arrive en provenance d'Évreux en Pro B. Bruno Cingala-Mata arrive du SLUC Nancy en Pro B. Kévin Dinal revient dans le Loiret en provenance de Gries-Oberhoffen en Pro B. Youssou Ndoye arrive du Réal Bétis en Espagne. Chris Warren, joueur de Nanterre la saison précédence, signe pour une saison. Marcus Paige arrive du Partizan Belgrade et signe également pour une saison. Kyvon Davenport clôt le recrutement orléanais.
- L'OLB prête deux espoirs en Pro B. Jean Fabrice Dossou part en prêt à Blois. Neftali Difuidi lui, part en prêt à Saint-Quentin[35].
- Le 1er mars 2022, Olivier Rouet est nommé président du club jusqu'en 2026, il succède à Didier Nourault qui était en poste depuis 2017[36].
- La saison se solde par un échec sportif, le club se classant 17e et étant relégué en deuxième division.

### Saison 2022-2023
- Avec la descente en Pro B, s'en suit d'importants changements dans l'effectif. Le club commence par la prolongation de contrat de deux ans pour Difuidi et Dossou, respectivement prêtés à Blois et Saint-Quentin lors de la saison précédente et qui font leur retour à Orléans[35]. Première recrue chez l'OLB, Jérémy Leloup signe pour deux saisons en provenance de l'Elan béarnais[37]. Nianta Diarra arrive en provenance de Cholet et signe pour deux saisons dans le Loiret[38]. Tyran De Lattibeaudiere arrive de Tours. Il connaît la division ayant joué plusieurs années en Pro B, et signe pour une saison. Ensuite, Jarred Ogungbemi-Jackson arrive en provenance de Bakken Bears au Danemark, a signé pour une saison. Toni Perkovic est une autre recrue, arrivant de Split et international croate, ayant signé pour une saison. Malela Mutuale lui, prolonge une nouvelle fois à Orléans et reste capitaine malgré la relégation[39].
- Au cours de la saison, le club change de lieu de résidence : il quitte le Palais des Sports d'Orléans pour rejoindre le CO'Met Arena où il joue son premier match le 1er avril 2023 contre l'Etoile Angers Basket. Dans cette salle, le club bat successivement deux records d'affluence de spectateurs en deux mois, établissant le 30 mai 2023 un record de 9 530 spectateurs pour le match de demi-finale de play-offs contre Champagne Basket.
- L'OLB perdra en demi-finale des play-offs, après une 7e place en saison régulière.

### Saison 2023-2024
- Plusieurs changements sont planifiés pour remodeler l'effectif. La première recrue est Lorenzo Thirouard-Samson qui signe pour deux saisons, alors que le capitaine Malela Mutuale annonce son départ après six saisons passées au club. Dans le sens des départs, Neftali Difuidi a également annoncé quitter le club, bien qu'il lui restait encore un an de contrat. Jean Michel Mipoka a annoncé partir. L'OLB annonce la deuxième recrue avec Marcus Gomis qui signe pour un an. Puis, Ludovic Negrobar est recruté en provenance des Sharks d'Antibes, signant pour une saison. Le 26 juin 2023, le club annonce sa première recrue étrangère avec Noah Horchler, en provenance d'Aris Salonique en première division grecque. Lors de la saison, le club résilie son contrat avec Noah Horchler et Khalil Dukes. Orléans Loiret Basket recrute en cours de saison Romuald Morency et Darius Johnson-Odom.

- L'équipe espoirs de l'OLB s'adjuge le championnat de France Espoirs Pro B[40].
- L'équipe pro, elle, après une 4e place, perd en quart de finale des play-offs contre Rouen.

### Saison 2024-2025
- La saison 2024-2025 marque la saison du changement. Changement de coach, Lamine Kébé remplace Germain Castano comme coach de l'équipe première. Le staff change également : Steeve Bourgeois arrive comme préparateur et l'assistant Pierre Tillay reste. Changements de joueurs, avec la première recrue de l'Orléans Loiret Basket en la personne de Rudy Demahis-Ballou, jeune prometteur et ancien monégasque. Les américains Lee Moore et Maceo Jack, MIP du championnat anglais de première division, viendront renforcer les lignes arrières tandis que le shooteur croate Tomislav Gabric arrive en provenance de Pologne. Meredis Houmounou quitte la Betclic Elite après 6 saisons au SLUC Nancy pour apporter de l'expérience à l'OLB. Le néerlandais Nathan Kuta ainsi que le jeune espoir Nicolas Pavrette arrivent dans le Loiret afin de renforcer le secteur intérieur aux côtés de Ludovic Negrobar, seul rescapé de l'équipe précédente avec Lorenzo Thirouard-Samson. Deux joueurs formés localement et ayant déjà joué sous les ordres de Lamine Kébé rejoignent le club : Babacar Niasse en provenance de Denain ainsi que Timothé Crusol, Orléanais de naissance, à partir de la 5e journée en provenance de Fos-sur-Mer.
- L'équipe de Kébé réalise un solide début de saison, pointant à la première place du classement de Pro B à égalité avec Boulazac avec 13 victoires pour 3 défaites à la mi-décembre, avec des victoires marquantes face au voisin Blois et à l'Élan Béarnais.
- Le club est qualifié en Leaders Cup Pro B et rencontre la Chorale de Roanne. L'OLB remporte les 2 confrontations (68-82 à l'aller, 89-69 au retour)[41] et se qualifie pour la finale à Caen le 16 février 2025. Face au leader Boulazac et après avoir été mené de 16 points, l'Orléans Loiret Basket remonte au score avant de s'imposer 86-82 et remporte ainsi sa première Leaders Cup Pro B[42], son premier titre depuis 15 ans.
- Les play-offs débutent à la fin de la saison, l'OLB 3e joue contre Aix-Maurienne en quart de finale. Après une victoire à domicile après prolongation, le ticket pour la demi-finale est obtenu au match retour à Aix-Maurienne. S’en suit une confrontation contre Le Portel, 15e de Betclic Elite, où l’OLB perd à domicile 68-87, puis 78-72 à la salle du Chaudron. La saison se termine en demi-finale des play-offs.

### Saison 2025-2026
- Pour l'équipe Espoirs, le coach Nicolas Guérin quitte le club après trois saisons, et est remplacé par Benjamin Berkani qui signe pour deux saisons. Il a l'avantage de connaître Lamine Kébé, Lorenzo Thirouard Samson et Timothé Crusol pour les avoir déjà côtoyés en équipe de France jeunes[43].

## Joueurs et personnalités du club

### Joueurs marquants
Voici une liste des joueurs qui ont marqué l’histoire du club, de part leurs actions clefs dans des matchs importants, leurs impacts au club ou leur nombre d’années restés au club.
- Philippe Pezet
- Ahmed Fellah
- Johan Blot
- Terence Dials
- Ben Dewar
- Cedrick Banks
- Brian Greene
- Kyle Mc Alarney
- Malela Mutuale (joueur ayant le plus de matchs à l’OLB)
- Miralem Halilović

### Entraîneurs marquants
Tout d'abord, Philippe Hervé, le coach qui a la longévité la plus longue en tant que coach de l’OLB, étant resté 9 saison au club, que l'on peut qualifier d'entraîneur historique du club. Il a mené le club vers les sommets, de la Pro B à l’Euroleague, tout en gagnant une coupe de France en 2010. Lors d’une cérémonie à la fin du dernier match à domicile de la saison 2013-2014, le 6 mai 2014, le maillot 191 a été retiré, en l’honneur du nombre de victoires de l’OLB à son actif.
Ensuite, Germain Castano. Durant son passage au club de 7 ans, il a su redresser le club qui était en mauvaise posture depuis 3 ans et le départ de coach Hervé. Permettant au club de se restructurer et de remonter en première division puis de participer aux play-offs, neuf ans après la dernière participation du club.

### Entraîneurs successifs
| Nom                  | Période                   |
| -------------------- | ------------------------- |
| Azzedine Labouize    | 1993-1996                 |
| Julio Oliveira       | 1996-1997                 |
| Philippe Morice      | 1997-1998                 |
| Bertrand Van Butsele | 1998-2001                 |
| Azzedine Labouize    | 2001-2003                 |
| Michel Gomez         | 2003                      |
| Tony Mikic           | 2003                      |
| Benoîst Burguet      | 2003-2004                 |
| Michel Perrin        | 2004-novembre 2005        |
| Philippe Hervé       | novembre 2005-2014        |
| François Peronnet    | 2014-février 2015         |
| Pierre Vincent       | février 2015-janvier 2017 |
| Thomas Drouot        | janvier 2017-mai 2017     |
| Germain Castano      | 2017-2024                 |
| Lamine Kébé          | 2024-présent              |

## Budgets
Sur ce tableau, figure ci-dessous, les budgets de Orléans Loiret Basket en Pro A, à partir de l'exercice 2006-2007:
| Saison    | Budget total (en millions d'euros) | Commentaires | Sources |
| --------- | ---------------------------------- | --- | ------- |
| 2006-2007 | 2,50                               | - | [ 45 ]  |
| 2007-2008 | 2,90                               | - | [ 45 ]  |
| 2008-2009 | 4,40                               | - | [ 45 ]  |
| 2009-2010 | 5,00                               | - | [ 45 ]  |
| 2010-2011 | 4,60                               | - | [ 45 ]  |
| 2011-2012 | 4,80                               | - | [ 45 ]  |
| 2012-2013 | 4,60                               | - | [ 45 ]  |
| 2013-2014 | 4,40                               | Dont masse salariale: 1,51 million d'euros. | ,       |
| 2014-2015 | 4,40                               | Avec 4,4 million d'euros, le club est le 10e budget de cette saisons de Pro A. Dont 1,2 million provient de la ville d'Orléans (1er financeur). | ,       |
| 2015-2016 | 4,50                               | Sensiblement le même que les 2 saisons précédentes.                                                                                             | ,       |
| 2016-2017 |                                    | |         |
| 2017-2018 |                                    | |         |
| 2018-2019 |                                    | |         |
| 2019-2020 |                                    | |         |
| 2020-2021 |                                    | |         |
| 2021-2022 |                                    | |         |
| 2022-2023 | 4,21                               | Masse salariale 1,3 M | [ 47 ]  |
| 2023-2024 | 4,14                               | Masse salariale 1,1 M | [ 48 ]  |
| 2024-2025 | 4,83                               | Masse salariale 1,24 M | [ 48 ]  |